# Гора Святого Ильи
Гора Свято́го Ильи́ (англ. Mount Saint Elias) — гора в Канаде и США, находится на границе Аляски и Территории Юкон.
Высота над уровнем моря 5489 метров, относительная 3429 м, — это вторая по абсолютной высоте вершина как Канады (после горы Логан), так и США (после Денали). Геологически гора является частью одноимённого хребта.

## История, описание
Первыми из европейцев гору увидели участники экспедиции Витуса Беринга 16 июля 1741 года (по старому стилю). Первое зарегистрированное восхождение на гору Святого Ильи произошло 31 июля 1897 года группой под руководством принца Луиджи Амедео. Второе восхождение на вершину было осуществлено под эгидой Гарвардского альпклуба в 1946 году (рук. Мейнард Малкольм Миллер (англ. Maynard Malcolm Miller)). В состав группы входили такие, ставшие впоследствии известными, альпинисты, как Уильям Путнем, Ди Моленар и Эндрю Кауфман.
Американская территория горы входит в национальный парк Рангел-Сент-Элайас, крупнейший (53 321 км²) национальный парк США, часть объекта Всемирного наследия ЮНЕСКО «Парки и резерваты Клуэйн, Рангел-Сент-Элайас, Глейшер-Бей и Татшеншини-Алсек». Канадскую территорию занимает другая часть этого объекта — национальный парк Клуэйн.
Вершина горы Святого Ильи находится всего в 16 км от фьорда Айси-Бэй и прекрасно подходит для наблюдения с круизных кораблей. В этот залив со склонов горы стекает ледник Тиндалл. Также гора включена в список четырёхтысячников Аляски и Канады, куда входят вершины с абсолютной высотой более 4000 м и относительной не менее 500 м.